# Xylota bistriata
Xylota bistriata är en tvåvingeart som beskrevs av Enrico Adelelmo Brunetti 1915. Xylota bistriata ingår i släktet vedblomflugor, och familjen blomflugor. Inga underarter finns listade i Catalogue of Life.